# Madekoski
Madekoski (en finnois : Madekosken kaupunginosa) est  un  quartier du district de Maikkula de la ville d'Oulu en Finlande.

## Description
Le quartier compte 336 habitants (31.12.2018).
Le quartier est bordé par le fleuve Oulujoki et Sanginsuu au nord-est, Pikkarala au sud-est, Juurusoja et la voie ferrée Oulu–Kontiomäki et à l'ouest Heikkilänkangas.

## Transports
Madekoski est situé à environ 12 kilomètres au sud-est du centre-ville d'Oulu, le long de la rivière Oulujoki, de la route nationale 22 et de la Voie ferrée Oulu–Kontiomäki.

## Galerie

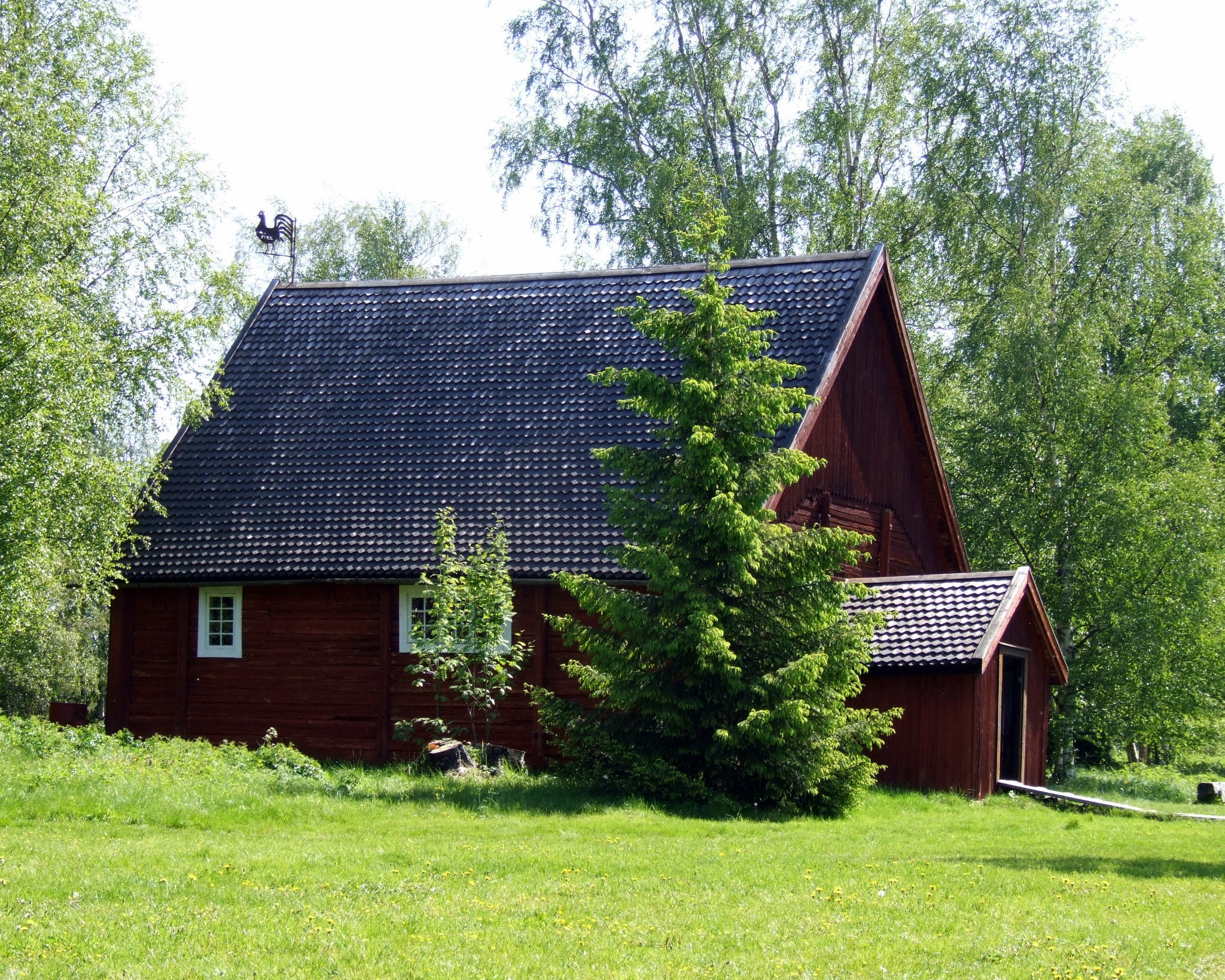
Église de Turkansaari
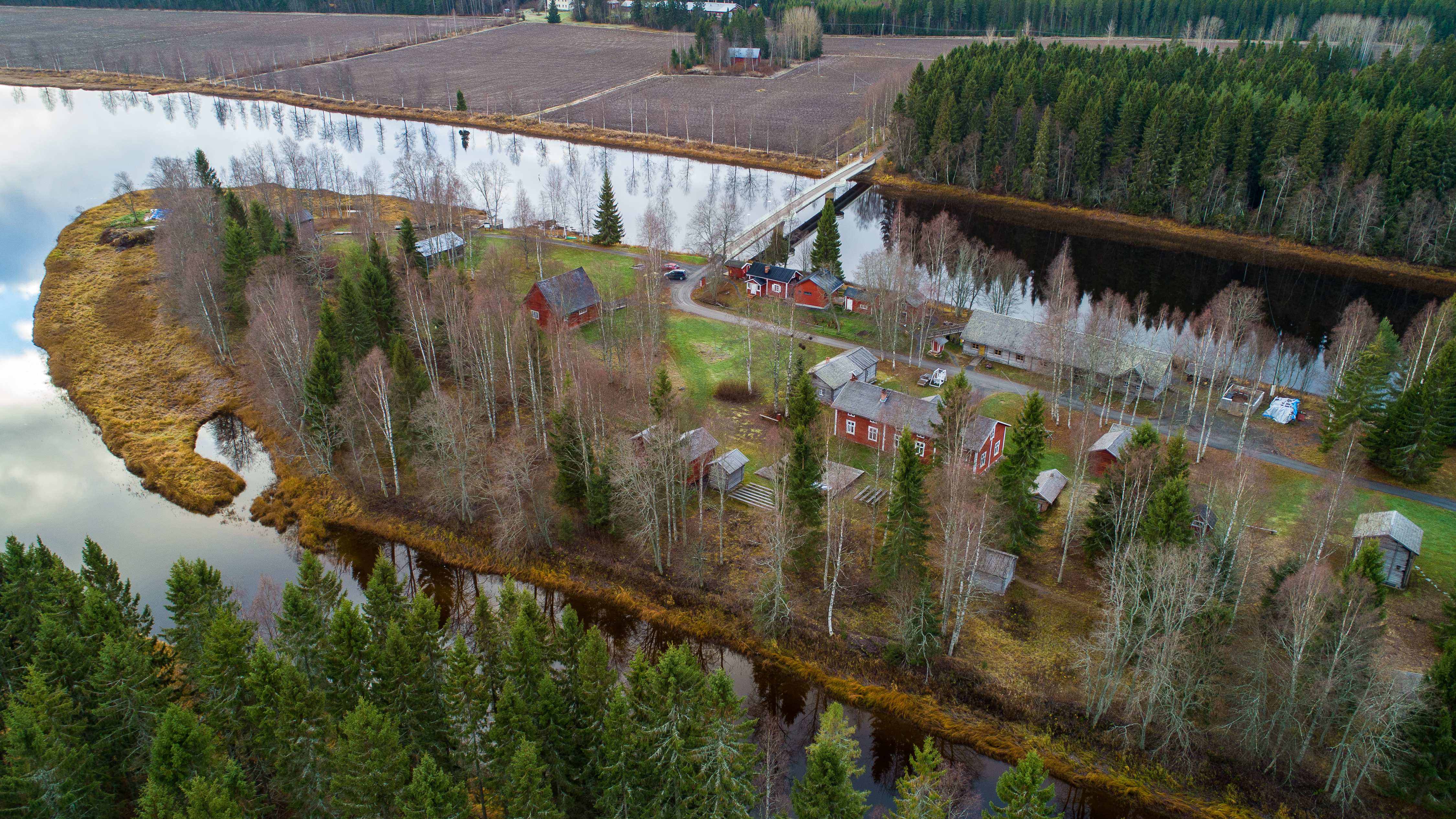
Vue aérienne de Turkansaari.
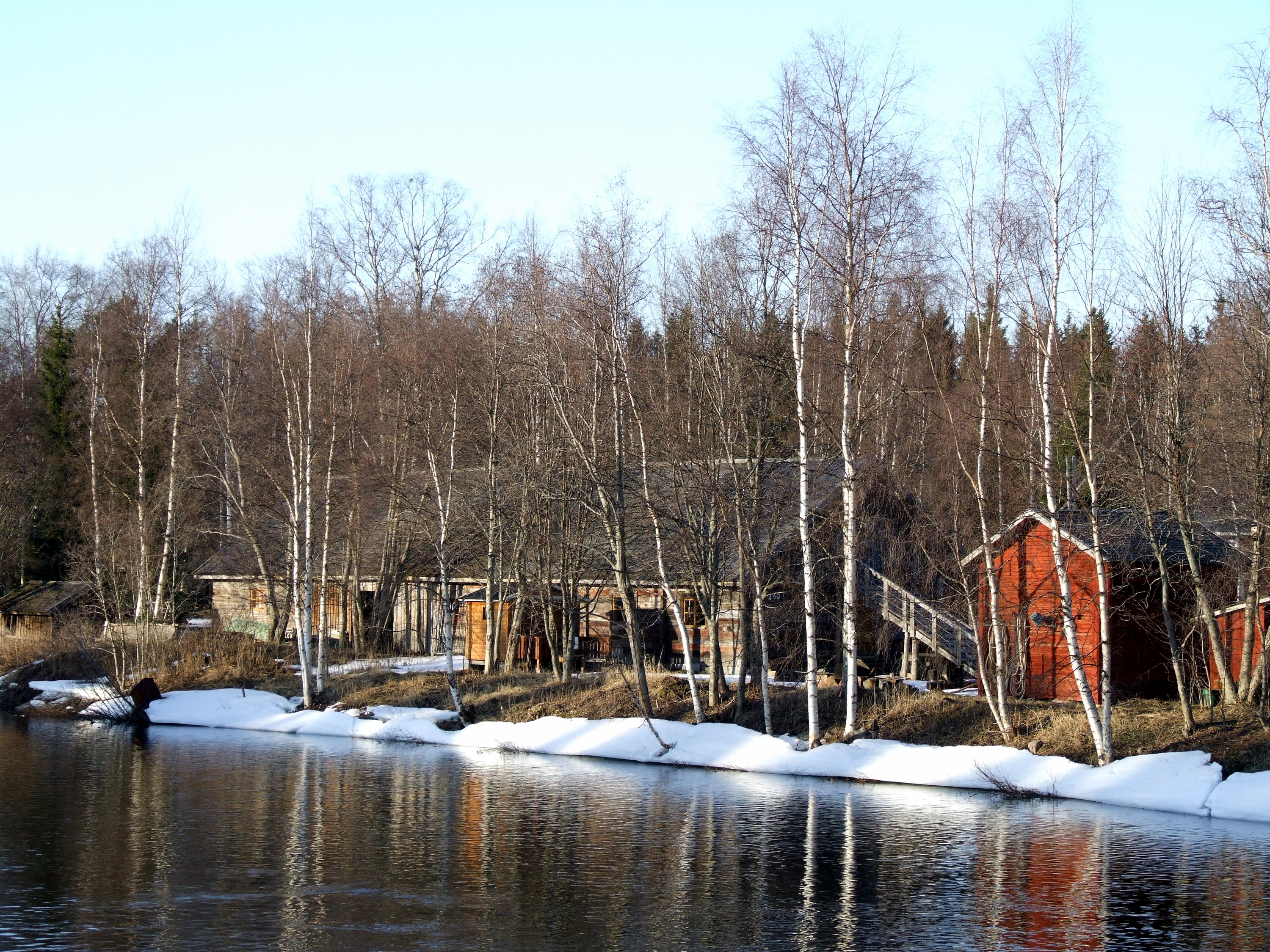
Le musée de plein air.